# Almut Nolte
Almut Nolte (* 22. März 1968 in Münster) ist eine deutsche Ärztin und Sanitätsoffizier der Bundeswehr im Dienstgrad Generalstabsarzt. Seit September 2024 ist sie stellvertretende Befehlshaberin und Stabschefin des Zentralen Sanitätsdiensts der Bundeswehr.

## Militärische Laufbahn
Beförderungen
- 1999 Stabsarzt
- 2002 Oberstabsarzt
- 2005 Oberfeldarzt
- 2012 Oberstarzt
- 2016 Generalarzt
- 2024 Generalstabsarzt

Im Jahr 1990 trat Almut Nolte als Sanitätsoffizieranwärterin an der Sanitätsakademie der Bundeswehr in München in die Bundeswehr ein.
Sie nahm 1991 das Studium der Humanmedizin an der Ruhr-Universität Bochum auf.
Ab 1998 war sie als Ärztin im Praktikum und später als Assistenzärztin im ehemaligen Bundeswehrkrankenhaus Bad Zwischenahn tätig.
Im Jahr 2000 begann Nolte mit der Weiterbildung Allgemeinmedizin als Truppenärztin im Standortsanitätszentrum Delmenhorst.
Danach war sie ab 2003 als Leiterin Standortsanitätszentrum Mainz eingesetzt.
2004 wurde Nolte Dezernentin Personalführung Sanitätsoffiziere, Personalamt der Bundeswehr IV 2, Köln
Im Jahr 2008 wechselte sie als Referentin Personalführung Spitzenpersonal SanDstBw in das Bundesministerium der Verteidigung PSZ I 3 in Bonn.
Ab 2010 wurde Nolte als Referentin im Arbeitsstab Umbau der Bundeswehr/Arbeitsstab Strukturreform/Referat Neuausrichtung Stab Organisation/Revision im Bundesministerium der Verteidigung in Berlin eingesetzt.
Sie übernahm 2012 als Referatsleiterin das Referat Individualausbildung/Personalentwicklung im Kommando Sanitätsdienst der Bundeswehr IX 2 in Koblenz.
Ab 2014 wurde sie Leiterin des Instituts für Wehrmedizinalstatistik und Berichtswesen der Bundeswehr in Andernach.
Bereits 2015 wechselte sie wiederum als Leiterin in das Stabselement Chancengerechtigkeit, Vielfalt und Inklusion im  Bundesministerium der Verteidigung in Bonn.

### Dienst als General
Seit Juni 2016 war sie an ihrem  Dienstposten als Stellvertretende Kommandeurin Kommando Regionale Sanitätsdienstliche Unterstützung in Diez. Auf diesem Dienstposten erhielt Nolte auch die Beförderung zum Generalarzt. Sie ist nach Verena von Weymarn, Erika Franke und Gesine Krüger die vierte Ärztin, die zum General befördert wurde. Unter diesen ist sie die Erste, die nicht als bereits approbierte Ärztin zur Bundeswehr kam, sondern aus der Laufbahn der Sanitätsoffiziersanwärter aufstieg. In diesem Zeitraum schloss Nolte im Jahr 2017 ihre Promotion an der Medizinische Hochschule Hannover mit einer Dissertation über die Identifikation von Risikofaktoren für eine Einschränkung der Nierenfunktion nach Lebendspende-Nierentransplantation zum Doktor der Medizin ab. Den Dienstposten übergab sie im September 2018 an Generalarzt Bernhard Groß.
Zum 6. September 2018 wurde sie als Nachfolger von Generalarzt Norbert Weller Kommandeurin und Ärztliche Direktorin des Bundeswehrzentralkrankenhauses Koblenz. Diesen Posten übergab Nolte am 12. Januar 2022 an Generalarzt Jens Diehm. Im Anschluss besuchte sie das NATO Defence College in Rom. Ab Sommer 2022 war Nolte Medical Advisor bei SACEUR im Supreme Headquarters Allied Powers Europe (SHAPE) in Mons, Belgien. Im September 2024 wurde sie stellvertretende Befehlshaberin und Stabschefin des Zentralen Sanitätsdiensts der Bundeswehr und in den Rang Generalstabsarzt befördert.

### Auslandseinsätze
- 2002 Leiterin stationäre Einrichtungen Klinikkompanie, 5. Einsatzkontingent KFOR

### Auszeichnungen
- 2002 NATO-Medaille KFOR
- 2002 Einsatzmedaille der Bundeswehr (KFOR)
- 2005 Ehrenkreuz der Bundeswehr in Silber
- 2016 Ehrenkreuz der Bundeswehr in Gold

## Veröffentlichungen
- Identifikation von Risikofaktoren für eine Einschränkung der Nierenfunktion nach Lebendspende-Nierentransplantation. Hannover 2017, DNB 1183430140.